# Liste du patrimoine mondial en Bulgarie
Cet article recense les sites inscrits au patrimoine mondial en Bulgarie.

## Statistiques
La Bulgarie accepte la Convention pour la protection du patrimoine mondial, culturel et naturel le 7 mars 1974. Les premiers sites protégés sont inscrits en 1979.
En 2017, la Bulgarie compte 10 sites inscrits au patrimoine mondial, 7 culturel et 3 naturels.
Le pays a également soumis 16 sites à la liste indicative, 11 culturels et 5 naturels.

## Listes

### Patrimoine mondial
Les sites suivants sont inscrits au patrimoine mondial.
| Site                                                                 | Oblast                                         | Type                        | Date | Superficie (ha) | Zone tampon (ha) | Lien | Notes | Coordonnées | Illus. |
| -------------------------------------------------------------------- | ---------------------------------------------- | --------------------------- | ---- | --------------- | ---------------- | ---- | --- | --- | ------ |
| Église de Boyana                                                     | Sofia-ville                                    | Culturel (ii), (iii)        | 1979 | 0,68            | 13,55 ha         | 42   | | 42° 38′ 40″ nord, 23° 15′ 59″ est |        |
| Cavalier de Madara                                                   | Choumen                                        | Culturel (i), (iii)         | 1979 | 1,2             | 501,7            | 43   | | 43° 16′ 36″ nord, 27° 07′ 11″ est |        |
| Tombe thrace de Kazanlak                                             | Stara Zagora                                   | Culturel (i), (iii), (iv)   | 1979 | 0,02            | 7,09             | 44   | | 42° 37′ 33″ nord, 25° 23′ 57″ est |        |
| Églises rupestres d'Ivanovo                                          | Roussé                                         | Culturel (ii), (iii)        | 1979 | 172             |                  | 45   | | 43° 43′ 01″ nord, 25° 58′ 01″ est |        |
| Monastère de Rila                                                    | Kyoustendil                                    | Culturel (vi)               | 1983 | 11              | 1 289,7          | 216  | | 42° 08′ 00″ nord, 23° 20′ 25″ est |        |
| Ancienne cité de Nessebar                                            | Bourgas                                        | Culturel (iii), (iv)        | 1983 | 27              | 1 245,6          | 217  | | 42° 39′ 00″ nord, 27° 43′ 59″ est |        |
| Réserve naturelle de Srébarna                                        | Silistra                                       | Naturel (x)                 | 1983 | 638             | 673              | 219  | En péril entre 1992 et 2003 | 44° 06′ 50″ nord, 27° 04′ 41″ est |        |
| Parc national de Pirin                                               | Blagoevgrad                                    | Naturel (vii), (viii), (ix) | 1983 | 38 350          | 1 078,28         | 225  | Étendu en 2010 à l'ensemble du parc, à l'exception de deux zones de sports d'hiver. | 41° 44′ 35″ nord, 23° 25′ 48″ est |        |
| Tombeau thrace de Svechtari                                          | Razgrad                                        | Culturel (i), (iii)         | 1985 | 648             |                  | 359  | | 43° 44′ 42″ nord, 26° 45′ 59″ est |        |
| Forêts primaires de hêtres des Carpates et d'autres régions d'Europe | Gabrovo, Lovetch, Plovdiv, Sofia, Stara Zagora | Naturel (ix)                | 2017 | 10 988,91       | 11 720,87        | 1133 | Site transfrontalier avec l'Albanie, l'Allemagne, l'Autriche, la Belgique, la Bosnie-Herzégovine, la Croatie, l'Espagne, la France, l'Italie, la Macédoine du Nord, la Pologne, Roumanie, la Slovaquie, la Slovénie, la Suisse, la Tchéquie et l'Ukraine. 9 réserves en Bulgarie, dans le parc national du Balkan central : - Boatin (bg) - Tsartchina (bg) - Kozya stena (bg) - Steneto (bg) - Stara reka (en) - Djendema (en) - Severen Djendem (bg) - Peechti skali (bg) - Sokolna (bg) | 42° 48′ 10″ nord, 24° 16′ 09″ est 42° 30′ nord, 24° 18′ est 42° 55′ 01″ nord, 24° 40′ 01″ est 42° 48′ 00″ nord, 24° 40′ 00″ est 42° 38′ 37″ nord, 24° 48′ 26″ est 42° 47′ 00″ nord, 24° 45′ 00″ est 42° 43′ 03″ nord, 24° 55′ 01″ est 42° 45′ 55″ nord, 25° 04′ 24″ est 42° 43′ 38″ nord, 25° 03′ 21″ est |        |

### Liste indicative
Les sites suivants sont inscrits sur la liste indicative.
| Site | Oblast                                                           | Type                             | Date | Lien | Notes | Coordonnées | Illus. |
| --- | ---------------------------------------------------------------- | -------------------------------- | ---- | ---- | --- | --- | ------ |
| Deux habitats néolithiques avec leur intérieur, mobilier et ustensiles complètement préservés                    | Stara Zagora                                                     | Culturel (iii), (iv)             | 1984 | 44   | Protégés dans le Musée des bâtiments résidentiels du Néolithique de Stara Zagora | 42° 25′ 29″ nord, 25° 36′ 39″ est |        |
| La grotte de Magoura avec dessins de l'âge du bronze                                                             | Vidin                                                            | Culturel                         | 1984 | 45   | | 43° 43′ 06″ nord, 22° 36′ 01″ est |        |
| Ancienne ville de Nicopolis ad Istrum                                                                            | Veliko Tarnovo                                                   | Culturel (iii), (iv)             | 1984 | 47   | | 43° 13′ 01″ nord, 25° 36′ 40″ est |        |
| L'ancienne tombe de Silistra (en)                                                                                | Silistra                                                         | Culturel (i), (iii)              | 1984 | 48   | | 44° 06′ 36″ nord, 27° 16′ 15″ est |        |
| Le monastère de Batchkovo                                                                                        | Plovdiv                                                          | Culturel (i), (iv), (vi)         | 1984 | 49   | | 41° 56′ 31″ nord, 24° 50′ 59″ est |        |
| La ville de Melnik et le monastère de Rojen                                                                      | Blagoevgrad                                                      | Culturel (i), (iv)               | 1984 | 50   | | 41° 31′ 01″ nord, 23° 24′ 00″ est |        |
| Le parc national du Roussenski Lom (bg)                                                                          |                                                                  | Naturel                          | 1984 | 54   | | 43° 41′ 45″ nord, 26° 01′ 43″ est |        |
| L'ancienne Plovdiv                                                                                               | Plovdiv                                                          | Culturel (ii), (iv), (vi)        | 2004 | 1948 | | 42° 08′ 48″ nord, 24° 45′ 03″ est |        |
| Tombe thrace avec peintures murales derrière le village d'Alexandrovo                                            |                                                                  | Culturel (i), (ii), (iii)        | 2004 | 1949 | | 41° 58′ 53″ nord, 25° 44′ 19″ est |        |
| Réserve naturelle du karst de Vratsa (bg)                                                                        | Vratsa                                                           | Naturel (vii), (viii), (ix), (x) | 2011 | 5639 | | 43° 10′ 21″ nord, 23° 28′ 56″ est |        |
| Pierres de Belogradtchik                                                                                         | Vidin                                                            | Naturel (vii), (viii)            | 2011 | 5640 | | 43° 37′ 16″ nord, 22° 41′ 06″ est |        |
| Parc national du Balkan central                                                                                  | Gabrovo, Lovetch, Stara Zagora                                   | Naturel (vii), (viii), (ix), (x) | 2011 | 5641 | | 42° 43′ 12″ nord, 24° 46′ 52″ est |        |
| Monument naturel Pobitite Kamani                                                                                 | Varna                                                            | Naturel (vii), (viii)            | 2011 | 5642 | | 43° 13′ 34″ nord, 27° 42′ 25″ est |        |
| La nécropole royale de la ville thrace de Seuthopolis - un site sériel, extension du tombeau thrace de Svechtari | Stara Zagora                                                     | Culturel (i), (ii), (iii), (iv)  | 2016 | 6085 | La proposition d'inscription comprend huit sites distincts : Ostroucha (bg), Golyama Kosmatka (bg), Chouchmanets (bg), tombe des Griffons (bg), Helvetia (bg), Golyama Arsenalka (bg), Sarafova (bg), Svetitsa (bg) | 42° 41′ 24″ nord, 25° 21′ 04″ est 42° 42′ 00″ nord, 25° 20′ 00″ est 42° 42′ 26″ nord, 25° 20′ 55″ est 42° 42′ 20″ nord, 25° 20′ 41″ est 42° 42′ 01″ nord, 25° 20′ 29″ est 42° 41′ 46″ nord, 25° 18′ 52″ est 42° 41′ 47″ nord, 25° 20′ 21″ est 42° 41′ 17″ nord, 25° 22′ 08″ est |        |
| Grande basilique (bg) et mosaïques de l'Antiquité tardive de Philippopolis, province romaine de Thrace           | Plovdiv                                                          | Culturel (ii), (iii), (iv), (vi) | 2018 | 6287 | La proposition d'inscription comprend la grande basilique (bg), la petite basilique et la demeure Eiréné (bg) | 42° 08′ 59″ nord, 24° 45′ 07″ est 42° 08′ 47″ nord, 24° 45′ 28″ est 42° 08′ 43″ nord, 24° 45′ 06″ est |        |
| Frontières de l'Empire romain - les limes du Danube (en)                                                         | Montana, Pleven, Roussé, Silistra, Veliko Tarnovo, Vidin, Vratsa | Culturel (ii), (iii), (iv)       | 2020 | 6474 | Site transfrontalier, proposé conjointement avec la Croatie, la Roumanie et la Serbie. Le site bulgare comprend 32 éléments fortifiés distincts.                                                                    | |        |